# Bacio di Giuda (Runggaldier)
Il bacio di Giuda è la quarta delle quindici "casse" che vengono portate a spalla durante la processione del Venerdì Santo che si svolge a Savona ogni due anni, negli anni pari.

## Caratteristiche
Si tratta di una scultura lignea risalente al 1926, opera dell'artista Giuseppe Runggaldier di Ortisei. Conservata nella chiesa di Santa Lucia, viene portata a spalla da 16 portatori per tappa (posa). Vi sono rappresentanti Gesù con espressione attonita, quasi assente, nel momento in cui riceve il bacio da Giuda Iscariota posto alla sua destra. Alla sinistra del Cristo si stagliano due figure di soldati, il primo con una lanterna in mano nell'atto di illuminargli il volto e il secondo con un braccio alzato nel gesto di afferrarlo. Lo stile dell'opera è nettamente diverso da quasi tutte le altre soprattutto per l'intaglio del legno che rimane molto marcato quasi a sottolineare la tensione e la tragicità del momento. L'opera è stata oggetto di interventi di ripulitura nel 1996.